# Aloe saundersiae
Aloe saundersiae är en grästrädsväxtart som först beskrevs av Gilbert Westacott Reynolds, och fick sitt nu gällande namn av Gilbert Westacott Reynolds. Aloe saundersiae ingår i släktet Aloe och familjen grästrädsväxter.
Artens utbredningsområde är KwaZulu-Natal. Inga underarter finns listade i Catalogue of Life.